# Realism socialist

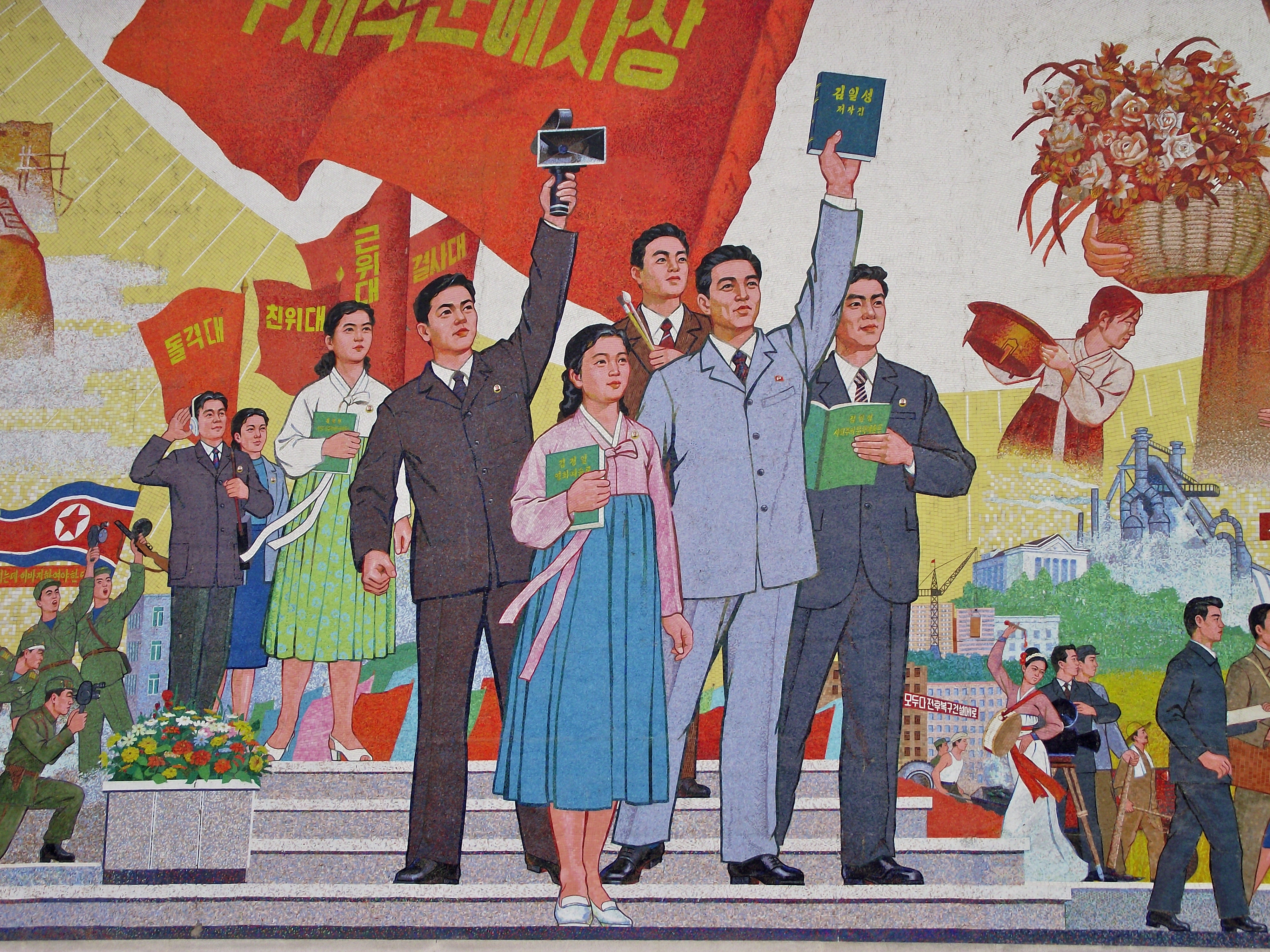
Propaganda în Coreea de Nord

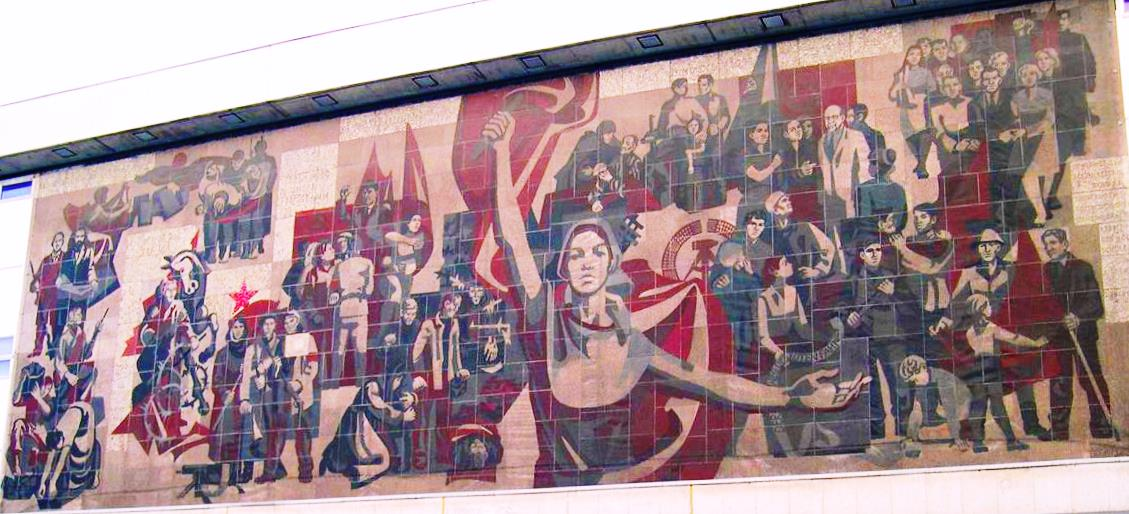
Palatul Culturii, Dresda, Germania de Est

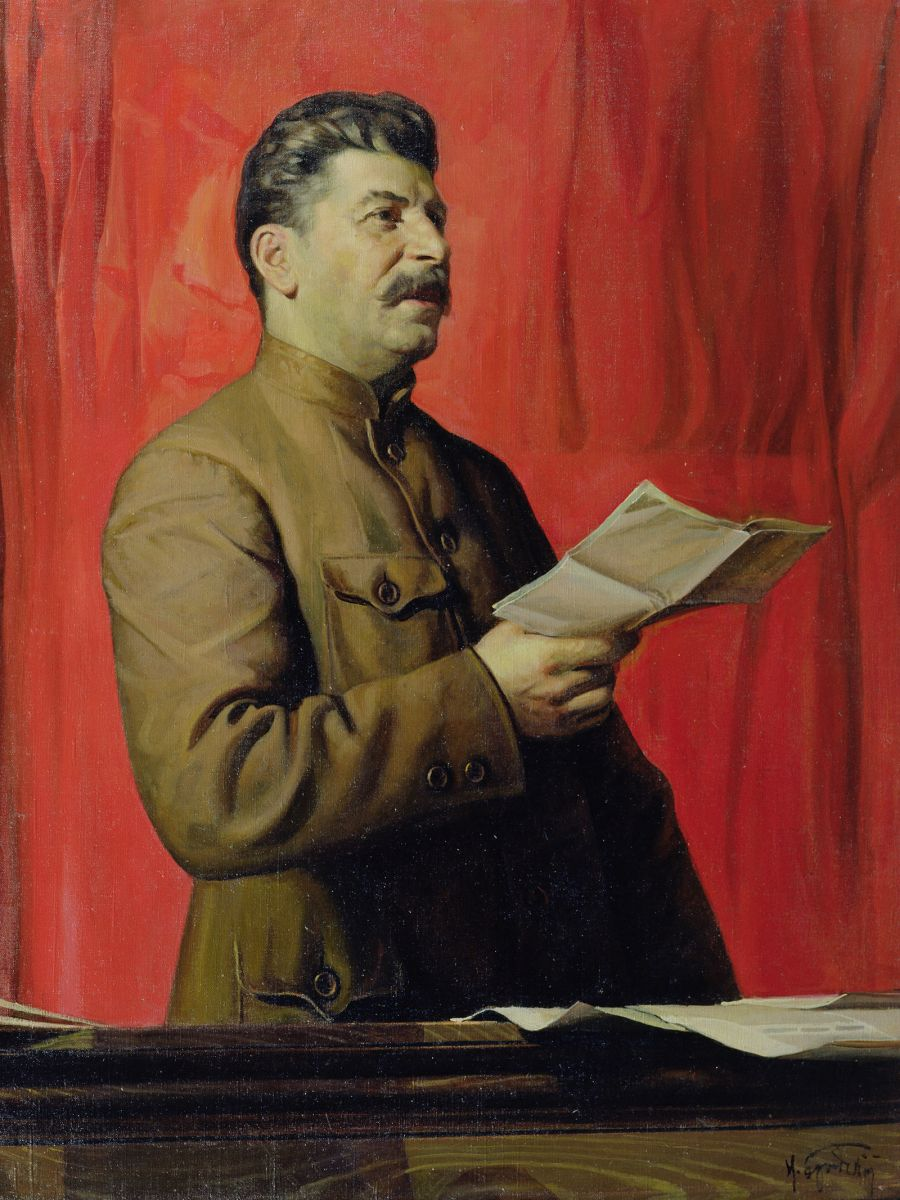
Portret al lui Stalin, Isaak Brodski, 1933

Realismul socialist reprezintă doctrina comunistă oficială proclamată în 1932 de Comitetul central al Partidului Comunist al Uniunii Sovietice, privind stilul și conținutul obligatoriu al creațiilor din domeniul literaturii, artelor plastice și muzicii, directive care mai târziu - după cel de-al doilea război mondial - au devenit obligatorii în întregul lagăr al țărilor comuniste satelite ale Uniunii Sovietice. În anul 1934, la congresul Uniunii scriitorilor din Uniunea Sovietică, Andrei Jdanov, membru al Biroului politic al PC al URSS, ține o cuvântare prin care definește trăsăturile esențiale ale realismului socialist, de aici înainte singura formă de literatură admisă în Uniunea Sovietică. Așa cum reiese din statutul Uniunii scriitorilor adoptat la acest congres, artistul trebuie să realizeze o „reprezentare istorică adevărată a realității concrete în dezvoltarea ei revoluționară... în conformitate cu sarcina transformărilor ideologice în mintea oamenilor și educării oamenilor muncii în spiritul socialismului.” Astfel, operele artistice trebuie să fie destinate maselor populare, pentru a le educa în spiritul comunist. Caracteristic pentru realismul socialist este așa numitul „erou pozitiv”, care - prin comportamentul său - trebuie să fie modelul „omului de tip nou”, cetățeanului societății comuniste.
Prin aceasta, realismul socialist, departe de a fi într-adevăr „realist”, prezintă viața într-o perspectivă ideologică, transformând-o în mod arbitrar într-o pretinsă utopie. Umorul, ironia, satira, experimentările stilistice, stigmatizate ca „decandentism burghez” și „formalism”, devin - cel puțin în mod oficial - imposibile, dar, oficios, se multiplică: 
„- Ce este realismul socialist?
- Este reprezentarea tuturor priveliștelor, situațiilor și produselor pe care n-ai să le mai vezi niciodată în afara expozițiilor și muzeelor”.”
Transformarea culturală a fost însoțită de o cenzură riguroasă, de persecutarea și epurarea literaților și artiștilor nealiniați la sistemul ideologic comunist și care erau  considerați „sabotori” sau „dușmani ai poporului” (cazul tragic al lui Vladimir Maiakovski). În baza arhivelor descoperite în ultimii ani la Lubianka, în anii '30 au fost arestați în Uniunea Sovietică ca. 2000 de scriitori și oameni de artă, din care circa 1500 au fost executați sau au murit în lagărele Gulagului. În contrast cu aceștia, cei care slujeau regimul se bucurau de privilegii sub forma de locuințe, accesul la case de comenzi alimentare sau de odihnă, indemnizații bănești, decorații cu diverse ordine etc.

## Realismul socialist în literatură
Motivele tipice ale literaturii din această epocă au fost realizările „eroilor construcției socialiste” și imaginea pozitivă a comisarilor de partid. Muncitori din uzine, pionieri ai aviației, marinari și - mai târziu - țărani colhoznici erau prezentați ca reprezentanți ai tipului nou de „om sovietic”. În romane se pot distinge trei direcții:
- Romanele cu realizările din producție se situau pe primul plan: industrializarea țării, exploatarea rezervelor naturale de minereuri, colectivizarea agriculturii și deschiaburirea, lupta de clasă la diferite nivele cu demascarea și lichidarea „sabotorilor”? etc.. Cei mai cunoscuți autori din această categorie au fost Leonid Leonov, Mihail Șolohov și Fiodor Panfiorov.

- Romane „educative”, conform maximei staliniste, „scriitorii sunt inginerii sufletului”, în care se prezentau dezvoltarea oamenilor în direcția unor „personalități socialiste”, acțiuni patriotice și păstrarea riguroasă a liniei partidului comunist. Exemple ale acestui gen sunt Așa s-a călit oțelul de Nicolai Ostrovski și Drumul în viață de Anton Makarenko.

- Romane istorice cu teme din trecutul glorios al poporului rus, care făceau legătura cu prezentul sovietic, ca în romanele lui Aleksei Tolstoi sau Aleksei Novicov.

## În artele plastice
Atât în pictură, cât și în sculptură temele predominante erau muncitorii din fabrici și țăranii colhoznici, figurile conducătorilor Lenin și Stalin, scene cu caracter revoluționar sau din viața zilnică. Artiștilor li s-a dat ca exemplu de artă realistă operele lui Ilia Efimovici Repin.
Reprezentanți tipici ai acestui stil au fost pictorii Serghei Gherasimov (Sărbătoare în colhoz, 1937), Aleksander Gherasimov (Stalin și Voroșilov în Kremlin, 1938), Boris Vladimirski (Trandafiri pentru Stalin, 1949), Mihail Nesterov și sculptorița Vera Muhina (Muncitorul și colhoznica, 1937).

## În arhitectură
În arhitectură, realismul socialist a fost menit să înlocuiască stilurile anterioare, socotite „mărturii ale unor orînduiri sociale înapoiate” (a căror distrugere a fost adesea programată în numele „sistematizării teritoriului și urbanismului”) și s-a manifestat prin două stiluri :
- „clasicismul socialist”, care a înlocuit repid efemerul „constructivism”, clasicism ilustrat prin Universitatea de stat „Lomonosov” din Moscova, și care, neoficial, era totuși inspirat de clasicismul „zgîrie-norilor” americane, ce trebuiau negreșit „depășite”, monumental vorbind, de  „arhitectura socialistă”: sistemul stalinist totalitar (așa cum s-a întâmplat și în Germania sub național-socialism) a impus acest stil clasicist pe întreg teritoriul Uniunii Sovietice, având ca rezultat construcții monumentale, impunătoare, ulterior imitate și în țările socialiste satelite, rezultatul fiind clădiri similare după același tipic, precum Palatul culturii din Varșovia sau „Casa Scânteii” din București.
- „utilitarismul”, care a produs sute de mii de blocuri strict funcționale, majoritatea simple paralelipipede poreclite de populație „cotețe”, fără nici-o originalitate sau creativitate stilistică, dar și câteva mai inspirate, conform ideilor promovate de arhitectul elvețian și francez, simpatizant comunist, Charles-Édouard Jeanneret-Gris și de emulii săi precum Cezar Lăzărescu în România.

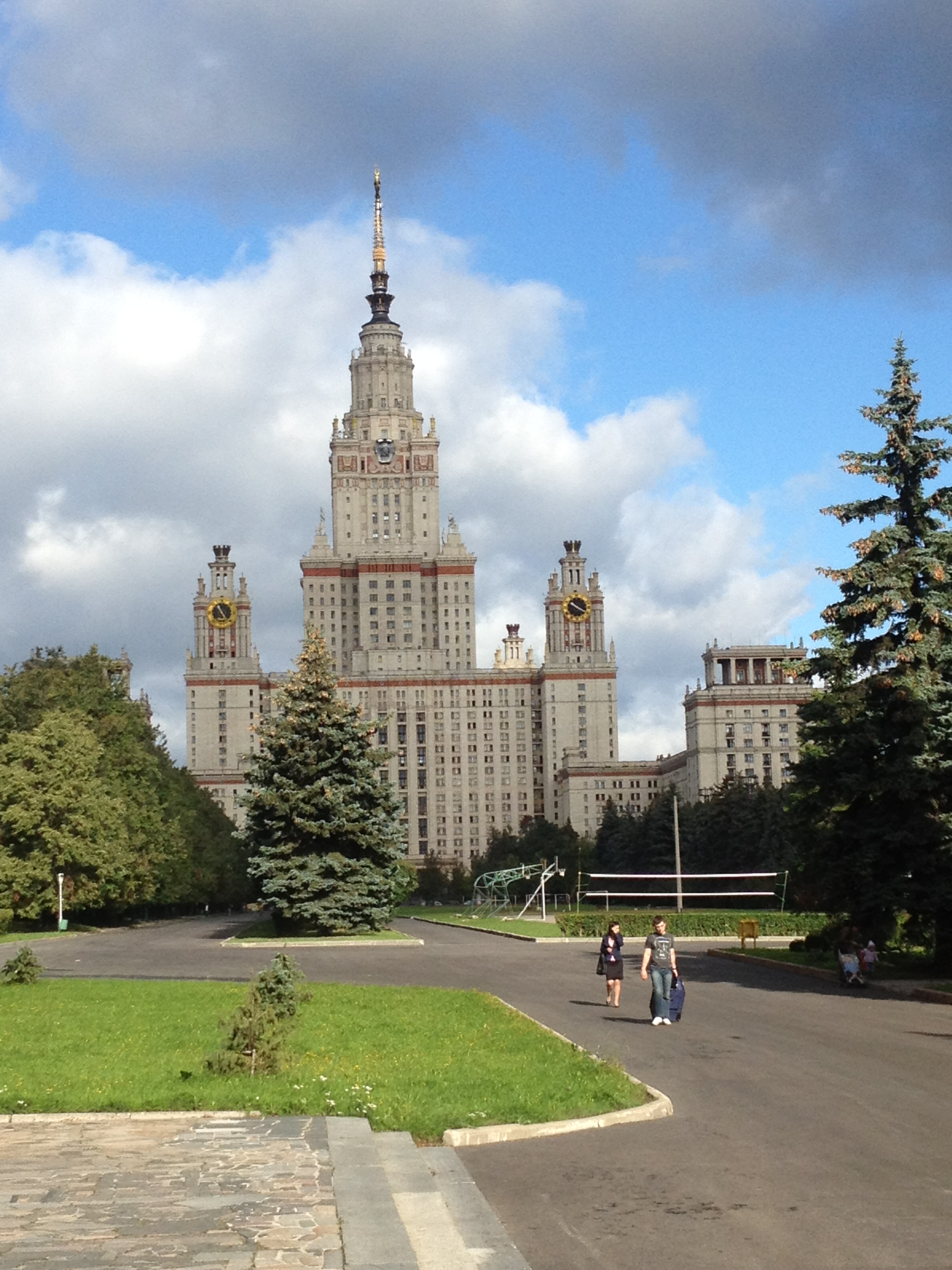
Universitatea de stat „Lomonosov”, Moscova
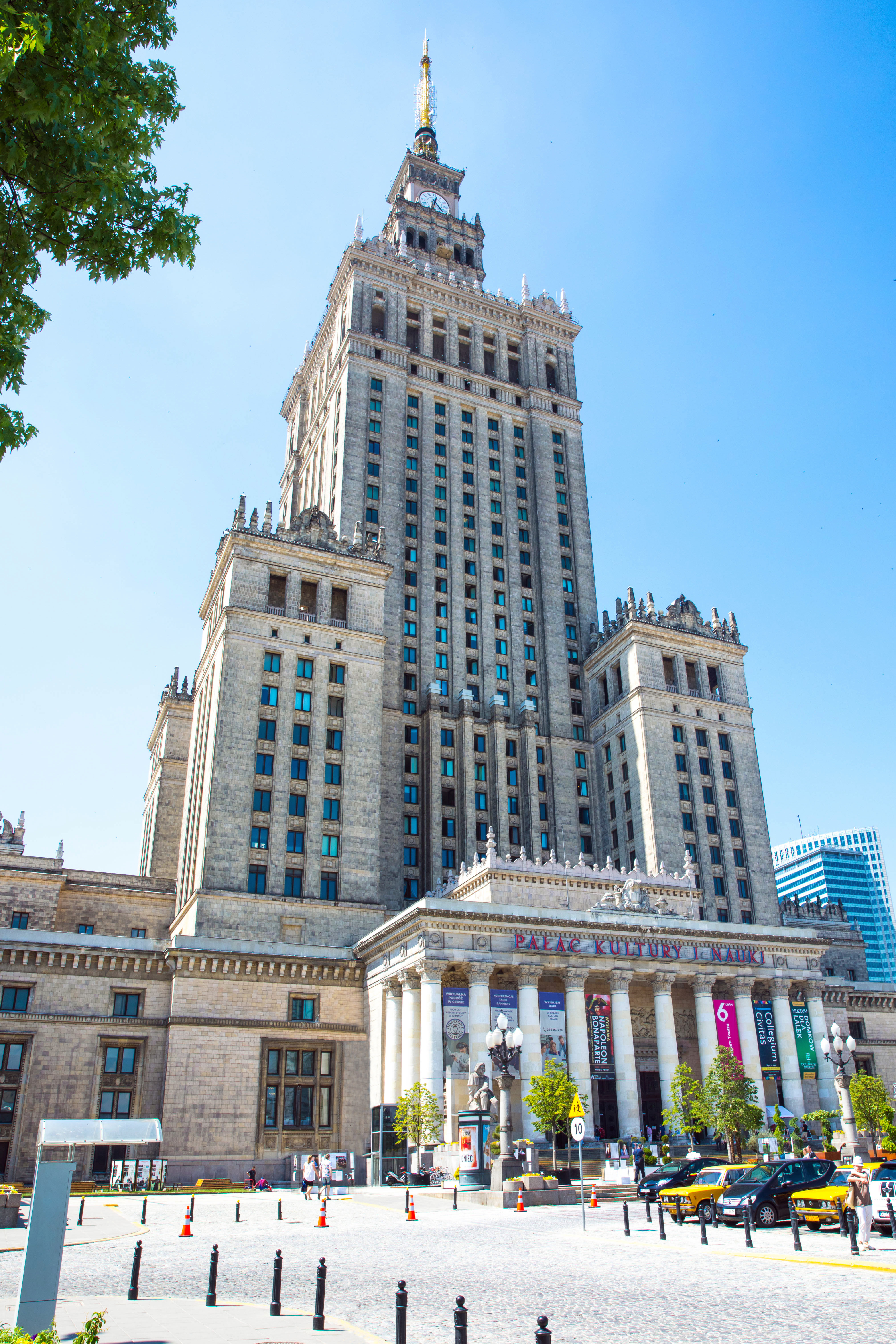
Palatul Culturii din Varșovia
Casa Scânteii, București

## În muzică
Instituirea realismului socialist ca doctrină oficială și obligatorie în domeniul artei a pus capăt diversificării din stilul și programul muzicii anilor '20, de la compozițiile propagandistice ale membrilor „Federației ruse pentru o muzică proletară” (RAPM), până la tendințele moderniste, chiar avangardiste din compozițiile lui Nikolai Miaskovski sau Aleksandr Mossolov. În anul 1936 a avut loc un eveniment cu urmări hotărîtoare pentru muzica sovietică: după ce Stalin a asistat la reprezentarea operei Lady Macbeth din Mțensk a lui Dmitri Șostakovici, apare în Pravda, organul central al Partidului Comunist, un articol întitulat Haos în loc de muzică, în care opera este aspru criticată, atât ca subiect, cât și ca muzică. Urmarea a fost o aliniere fără excepție a compozitorilor sovietici la principiile realismului socialist. Genul foarte răspândit îl constituie compozițiile vocal-simfonice, cu soliști, cor și orchestră, pe texte propagandistice, revoluționare și partinice, ca Poemul pentru un luptător comsomolist de Lev Knipper, oratoriul Cântarea pădurilor de Șostakovici, oratoriul În apărarea păcii de Serghei Prokofiev sau cantata Odă lui Stalin de Aram Haciaturian. Talentul excepțional al acestor mari muzicieni a făcut ca, în ciuda unei tematici convenționale, să rezulte o muzică cu profunde rezonanțe umane.
Perioada celui de-al doilea război mondial a oferit un prilej pentru compoziții pe tema luptei pentru apărarea patriei, care a avut ca rezultat creația unor opere de deosebită valoare. Începutul l-a făcut Miaskovski cu Simfonia a 22-a, apoi cunoscuta Simfonie a 7-a (Simfonia Leningradului) a lui Șostacovici, Simfonia a 2-a de Haciaturian, Simfonia a 6-a de Prokofief. După sfârșitul războiului situația se înăsprește din nou. Într-o ședință a Uniunii compozitorilor sovietici din ianuarie 1948, condusă de Andrei Jdanov, secondat de secretarul general al Uniunii, Tihon Cirenikov, sunt criticate tendințele „formaliste” și „decadente” din creațiile majorității compozitorilor sovietici, care au fost forțați să-și recunoască abaterile de la realismul socialist. Oficial, o liberalizare a intervenit abia începând cu anul 1958, cinci ani după moartea lui Stalin.

## Realismul socialist în România
După cel de-al doilea război mondial, realismul socialist după modelul sovietic este impus în cultura țărilor socialiste satelite, inclusiv România. Acest fapt a fost însoțit de o serie de măsuri organizatorice și represive (Vezi articolul Poeți români în închisorile comuniste). Stalinismul cultural, între 1948 și 1956, distruge vechiul sistem românesc de valori și instituțiile culturale corespunzătoare, propunând-și realizarea omului „de tip nou”, după trăsăturile sovietice. Ca și în politică sau economie, stalinismul cultural s-a impus prin forță, legăturile intelectualilor cu țările din vest au fost complet întrerupte, Academia Română și asociațiile profesionale cu tradiție ca Societatea Scriitorilor Români sau Societatea compozitorilor români au fost desființate și înlocuite cu unele noi, din care personalitățile care nu erau agreate de noul sistem au fost înlăturate. În 1948 s-a tipărit un catalog de 522 de pagini, cuprinzând aproximativ 8.000 de titluri de cărți și reviste interzise, care au fost scoase din bibliotecile publice și din manualele școlare. Operele unui număr de autori sunt interzise în întregime:Radu Gyr, Octavian Goga, Nichifor Crainic, Mircea Vulcănescu etc. În cazul literaturii și culturii universale, lista interdicțiilor este imensă: Platon, Spinoza, Nietzsche, Bergson, Edgar Poe, Gide etc.

### În literatură
Debutul simbolic al realismului socialist în literatură, ca ideologie oficială, are loc în ianuarie 1948 odată cu ciclul celor trei articole publicate în Scînteia sub semnătura lui Sorin Toma, intitulate Poezia putrefacției sau putrefacția poeziei, despre opera poetică a lui Tudor Arghezi. Limbajul este de o duritate extremă și marchează ruperea totală față de valorile trecutului: „Cu un urît mirositor vocabular [...], Arghezi nu face în poezie decât ceea ce a făcut Picasso în pictură, introducând ca material artistic excrementele... Crâmpeie de frumusețe adevărată se mai întâlnesc pe ici-colo în poeziile lui Arghezi...”
În anul 1950 se înființează Școala de Literatură și Critică Literară „Mihai Eminescu” cu scopul de a forma o nouă generație de scriitori în Republica Populară Romînă. Într-un articol publicat în revista Viața Românească (nr. 3 din 1951), Mihai Beniuc, în calitate de președinte al Uniunii Scriitorilor din România, oferă definiția poetului realist-socialist: „Acesta trebuie să fie un filozof cunoscător al celor mai înalte idei ale timpului [...], spre care au deschis drum Marx, Engels, Lenin și Stalin [...], un activist în slujba respectivelor idei”.
În România, realismul socialist a abordat, în principal, trei teme majore:
- Lupta Partidului Comunist în ilegalitate împotriva dictaturii fasciste și rolul important al comuniștilor în eliberarea țării de sub jugul fascist la 23 august 1944, Lovitura de stat de la 23 august 1944 fiind prezentată ca Insurecția armată din 23 august 1944 iar ziua de 23 august declarată Ziua națională a României.
- Marile realizări ale poporului sub conducerea Partidului Comunist;
- Lupta maselor conduse de Partid împotriva exploatării de către burghezie și moșierime.

Critici literari nou apăruți, îndrumați de Leonte Răutu, publică articole și studii în spiritul doctrinei realist-socialiste: Ovid S. Crohmălniceanu (Un roman al industrializării socialiste), Silvian Iosifescu (Pe drumul înfloririi gospodăriei agricole colective), Mihai Gafița (Romanul luptei tractoriștilor), Nestor Ignat (O carte despre frumusețea vieții noi), Mihai Novicov (Pe marginea poeziei lui Dan Deșliu), Traian Șelmaru (Mitrea Cocor de Mihail Sadoveanu), Ion Vitner (Poezia lui A. Toma).

#### Proza literară
Câteva exemple din cele mai semnificative:
- Mihail Sadoveanu: Fantezii răsăritene (1946), Păuna Mică (1948), Mitrea Cocor (1950), roman devenit simbol al prozei realist-socialiste, cu prezentarea luptei de clasă, a eroilor pozitivi, fierarul comunist Florea Costea și muncitorul cazangiu Voicu Cernea, a transformării morale și ideologice a lui Mitrea în timpul prizonieratului în Uniunea Sovietică.
- Zaharia Stancu, primul președinte al noii înființate Uniuni a Scriitorilor (1949): romanul Desculț (prima variantă apărută în 1948).
- Alexandru Jar: Sfârșitul jalbelor (1950), Marea pregătire (1952), romane despre grevele muncitorești de la atelierele Grivița din 1933, respectând schema conflictului de clasă și distorsionând adevărul istoric.
- Petru Dumitriu: Drum fără pulbere și Pasărea furtunii, romane ale realizărilor construcției socialiste de la Canalul Dunăre-Marea Neagră, în realitate recunoscut ca sinistru lagăr de exterminare a prizonierilor politici.
- Eusebiu Camilar: romanul Negura (1949), carte plină de barbarie, prostie și cruzime, toate puse pe seama armatei române în timpul războiului „de cotropire a Uniunii Sovietice”.
- Eugen Barbu, (care, în 1988, o va numi pe Elena Ceaușescu "Înalta Doamnă a Țării"): autor al romanelor Groapa (1957) și Șoseaua Nordului.

#### Poezie
Alexandru Toma, (tatăl lui Sorin Toma, autor al articolului defăimător despre Arghezi), a fost proclamat „cel mai mare poet român contemporan”. Cu versuri precum 
A. Toma a fost, până la moartea sa, în 1954, un model oficial pentru creatorii de poezie din România.
Alți importanți reprezentanți ai poeziei realist-socialiste, ce traduceau în versurile lor lozincile PMR au fost:
- Dan Deșliu — Cântec pentru tovarășul plan, Lazăr de la Rusca, poezii gigante apărute pe două pagini ale ziarului Scînteia.
- Victor Tulbure — Balada tovarășului căzut împărțind Scînteia în ilegalitate.
- Marcel Breslașu — Cântec de leagăn al Doncăi.
- Mihai Beniuc — În frunte comuniștii, Cântec pentru tovarășul Gheorgiu-Dej, Partidul m-a învățat.

Ca autori ar mai fi de adăugat: Eugen Frunză, Miron Radu Paraschivescu, Nina Cassian (An viu, nouă sute și șaptesprezece), Ion Brad (Cincisutistul), Veronica Porumbacu (Tovarășul Matei a primit Ordinul Muncii), Maria Banuș (Ție-ți vorbesc, Americă!), Ștefan Iureș (Ucenicul Partidului), Virgil Teodorescu, Mihu Dragomir etc.

#### Dramaturgie
Se preconizează un teatru „militant” cu prezență activă în actualitatea luptei de clasă și solidarizare a întregului popor în jurul idealurilor partidului comunist. Exemplele cele mai semnificative sunt:
- Mihail Davidoglu — Omul din Ceatal, Minerii, Cetatea de foc;
- Aurel Baranga — Bal la Făgădău (1946) și, împreună cu Nicolae Moraru, Anii negri;
- Maria Banuș — Ziua cea Mare, prima piesă despre noul sat colectivizat românesc;
- Lucia Demetrius — Cumpăna (1949), Vadul nou (1951), Oameni de azi (1952);
- Alexandru Mirodan — Ziariștii (1956), Șeful sectorului suflete (1963).

O altă trăsătură semnificativă a realismului socialist a fost necesitatea unui erou pozitiv. Se pare că piesa O scrisoare pierdută a lui Caragiale nu a putut fi reprezentată tocmai din acest motiv: absența unui erou pozitiv.

### În arte plastice

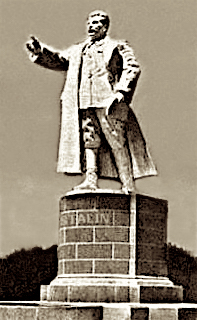
Statuia lui Stalin, București

Începând cu anul 1948, curentele de avantgardă din prima jumătate a secolului al XX-lea, considerate decadente și desprinse de realitate, sub eticheta de „formalism burghez”, sunt respinse în totalitate. În anul 1949, sub conducerea lui Jules Perahim se înființează la București „Cooperativa Artiștilor Plastici”, unde artiști tineri de valoare (Ion Bițan, Paul Gherasim, Traian Trestioreanu, Virgil Almășan, Ștefan Sevastre) sunt nevoiți, sub îndrumarea lui Perahim, să execute lucrări de „agitație vizuală” și pavoazare, zugrăvind pe panouri uriașe portretele celor „patru dascăli” ai marxism-leninismului și ale conducătorilor de partid și de stat din Republica Populară Română. Întrucât singurul comanditar era statul, prin intermediul Fondului Plastic, chiar și maeștrii consacrați nu s-au putut sustrage de la obligația de a adopta temele convenționale impuse de doctrina realismului socialist, realizând totuși - datorită talentului lor - în ciuda conținutului banal, adevărate opere de artă: Camil Ressu (Semnarea apelului pentru pace), Alexandru Ciucurencu (1 Mai, Ana Ipătescu), Corneliu Baba (Oțelari).
Alți reprezentanți ai realismului socialist în pictură și tematica tablourilor:
Theodor Harșia (Șantierul de la Bicaz), Gavril Miklossy (Grivița, 1933; Lupeni, 1929), Brăduț Covaliu (Greva de la Lupeni, Insurecția armată din 23 august 1944), Constantin Piliuță (Revoluțonari încarcerați), Gheorghe Iacob (Propagandist de partid la sat), Coriolan Hora (Sudorii, Recoltarea porumbului), Ion Bițan (Recolta, Victoria), Gheorghe Șaru (Sudoriță), Ștefan Szöny (Tipografie clandestină, Moartea partizanului), Iulia Hălăucescu (Centrala hidroelectrică „V.I. Lenin”) etc.

### În muzică
În anul 1949, „Societatea compozitorilor români” este desființată și în locul ei este creată Uniunea Compozitorilor din România. Cu această ocazie, compozitori români de valoarea incontestată, considerați reacționari, formaliști sau decadenți, nu mai sunt admiși în noua organizație: Mihail Jora, Ionel Perlea, Stan Golestan, Dinu Lipatti (catalogat „fascist care vegetează departe de țară”), Tiberiu Brediceanu, Dimitrie Cuclin (care curând avea să fie arestat). Din compozițiile lui George Enescu se execută doar cele două Rapsodii române, creațiile unor compozitori ca Richard Wagner dispar din sălile de concert sau din programele radio, muzica pe teme religioase nu mai este executată, iar jazz-ul este etichetat expresie a imperialismului american, la același nivel cu guma de mestecat și Coca-Cola. La conducerea Uniunii este înscăunată o echipă prezidată de Matei Socor, care va avea succesiv și alte funcții importante: Director al Radiodifuziunii, Director permanent al Orchestrei Simfonice Radio. Matei Socor este și autorul muzicii pentru Imnurile de stat (versiunea din 1948 pe versuri de Aurel Baranga, cea din 1953 pe versuri de Eugen Frunză și Dan Deșliu). Compozitorii sunt chemați să scrie lucrări angajate, partinice și revoluționare. În raportul ședinței de constituire, Matei Socor subliniază că „sarcinile Uniunii Compozitorilor sunt clare în privința reeducării unor creatori obșnuiți cu criteriile estetizante burgheze” și cere „impunerea spiritului de partid în muzică”. Genul preferat îl constituie compozițiile vocal-simfonice, ca oratoriul Tudor Vladimirescu de Gheorghe Dumitrescu sau cantata pentru cor și orchestră Se construiește lumea nouă de George Draga, precum și imnurile revoluționare de tipul Îi mulțumim din inimă partidului, Hei rup sau Întreceri, întreceri, ciocane și seceri.
În genul muzicii ușoare sau „de estradă” se puteau asculta șlagăre ca Drag îmi e bădița cu tractorul, Macarale, râd în soare argintii sau Hai Leano la vot!.

### Perioada anilor1960-1989

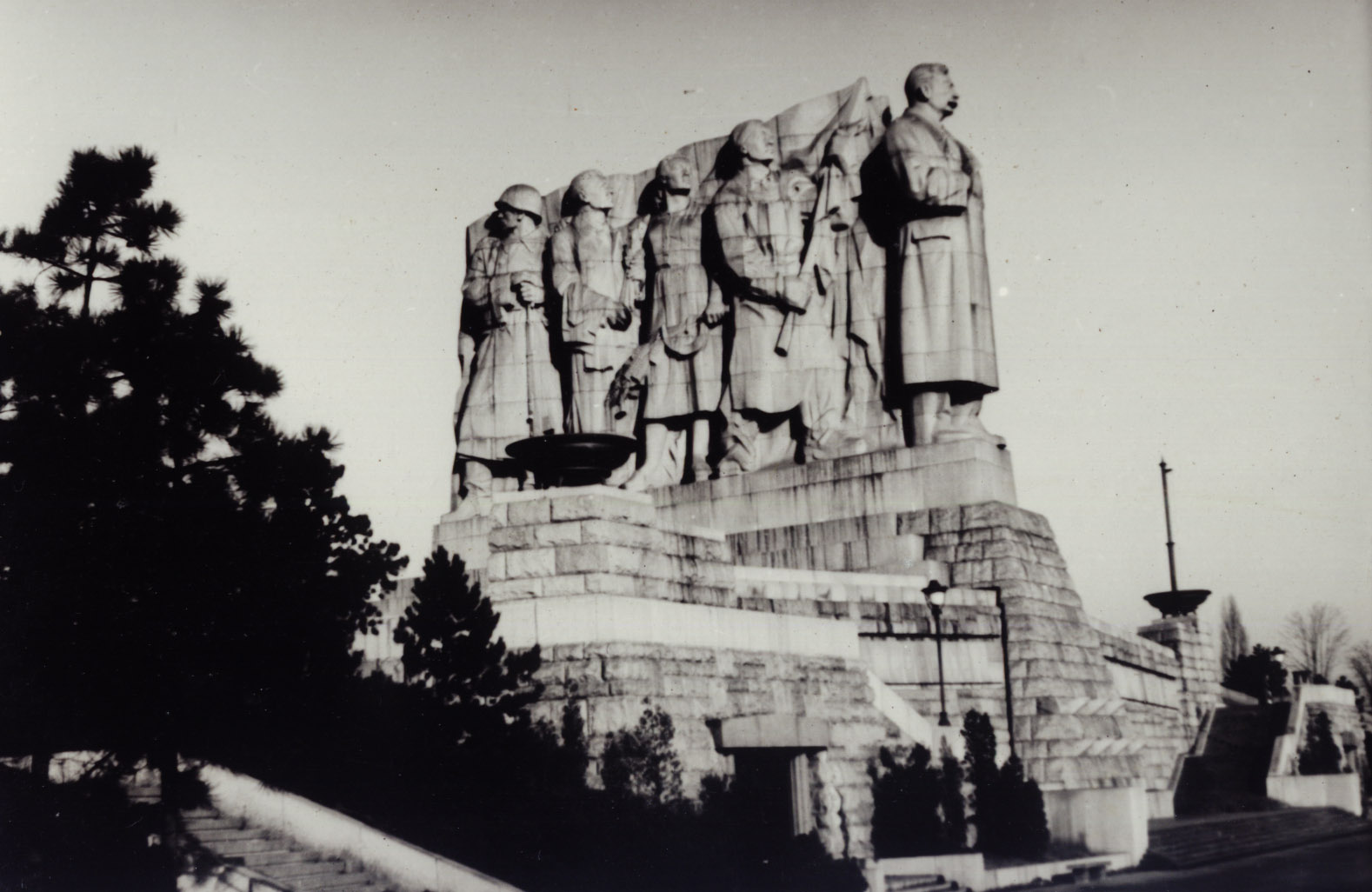
Grup statuar uriaș la Praga, în același stil.

După moartea lui Stalin și o dată cu procesul de destalinizare, obligativitatea realismului socialist a început treptat să piardă din severitate, nemaifiind impus cu atâta constrângere creatorilor de literatură și artă. Totuși, apar o serie de articole vehement proletcultiste semnate de tineri critici precum Nicolae Manolescu care în perioada 1960-1965 semnează o serie de articole având un conținut vădit propagandistic în articole precum Tineri muncitori în creația literară contemporană (Contemporanul, nr. 18, 14 mai 1962), Înnoire (Contemporanul, nr. 34, 24 august 1962), Laudă creației (Contemporanul, nr. 44, 1 noiembrie 1963), Realism – realism socialist (Gazeta literară, nr. 22, 28 mai 1964), ș.a.. Pentru conformismul lui perfect, pentru supralicitarea chiar a exigențelor oficiale N. Manolescu poate fi considerat criticul care a plătit dogmatismului de tip proletcultist, realist-socialist, cel mai mare tribut. Urmează multe alte asemenea articole scrise pe aceeași structură a literaturii proletcultiste de omagiere a omului nou, a Partidului, a marxism-leninismului și a tot ceea ce este realism-socialist. Se trece la „reconsiderarea” operelor multor scriitori din literatura română și universală, până acum interziși, care se publică în ediții critice. Noua generație de scriitori din România, generația lui Nichita Stănescu și Marin Sorescu, se ridică vehement împotriva dogmatismului ideologic, militând pentru deplina libertate a artelor, îndeosebi a „artei cuvântului”, într-o firească evoluție românească, de la stadiul valoric estetic modernist atins în epoca dintre cele două războaie mondiale. Atât în literatură, cât și în artele plastice și muzică, creațiile nu mai sunt atât de încorsetate în dogmele realismului socialist, cu condiția de a nu se pronunța împotriva principiilor de bază ale comunismului, ale statului și - mai ales - de a nu se critica persoanele din vârful piramidei politice. Dizidența, sub orice formă, nu era tolerată, puținii dizidenți (Paul Goma, Mircea Dinescu) suferind represiunea autorităților de stat.
Cu atât mai de neînțeles par, pentru generațiile tinere, producțiile servile, cu motivații excluziv materialiste, ale unor reprezentanți ai literaturii și artei (vezi articolul Antologia rușinii), culminând cu manifestațiile mamut de tipul „Cântarea României” în regia unor Adrian Păunescu sau Corneliu Vadim Tudor, care nu aveau nimic comun cu realismul socialist, fiind situate înafara câmpului artistic, undeva între lozinci și reclame recitate sau realizate fără nicio convingere, nicio sinceritate și nicio căutare creatoare.
Volumul de nuvele Iarna bărbaților (1965) de Ștefan Bănulescu marchează în literatura română trecerea de la realismul socialist al anilor 1950 spre noul tradiționalism. Ștefan Bănulescu păstrează și folosește vechea tematică de evocare a celui de-al doilea război mondial, punerea în lumină a figurii comunistului, colectivizarea, însă adaugă în plus o atracție pentru universul arhaic și tradițional, pentru obiceiurile de demult care au substrat magic precreștin.